# Piața Palatului Culturii din Iași
Piața Palatului Culturii  este o piață care se află în zona istorică din Iași, România.

## Istoric
Aici au avut loc multe evenimente istorice, iar urmele materiale descoperite aici demonstrează că zona era locuită încă din neoliticul mijlociu și că vechiul centru al Iașului își are rădăcinile aici. În această piață a fost construită Curtea Domnească din timpul lui Alexandru cel Bun. Acest lucru a făcut ca această zonă să devină foarte importantă din punct de vedere politic, economic și militar. Deciziile privind viitorul Moldovei au fost luate aici și tot în această piață erau decapitați boierii trădători pe vremea lui Alexandru Lăpușneanu.
În această piață se află se află Statuia lui Ștefan cel Mare din Iași, care a fost mutată din fața Palatului Administrativ.  Aici se mai află: Statuia lui Dosoftei din Iași, Casa Dosoftei, Palatul Culturii din Iași. Aceasta are o suprafață de 14.506 metri pătrați. În Piața Palatului Culturii din Iași se organizează diverse evenimente. În această piață a ținut un discurs Papa Francisc când a vizitat România în anul 2019.